# Luis Cornide Quiroga
Luis Cornide Quiroga (Monforte de Lemos, 1884 - Madrid, 1946) fou un empresari i polític gallec.

## Trajectòria
Llicenciat en Dret per la Universitat de Santiago de Compostel·la, va ser advocat a la Corunya i va accedir al cos de secretaris judicials. Membre de la Real Academia Galega, va destacar en el sector elèctric, on va ser president de la societat "Fábricas Coruñesas Gas y Electricidad" i conseller de la Sociedad General Gallega de Electricidad. També va ser representant de la regió nord-oest a la Cámara Oficial de Productores y Distribuidores de Electricidad.
El 1903 fou secretari de la Liga de Amigos de La Coruña. També fou el primer president del Real Club Deportivo de La Coruña de 1906 a 1908, anomenat llavors Club Deportivo de la Sala Calvet.
Va ser cap de l'Associació Popular Corunyesa. Fou elegit diputat per la província de la Corunya a les eleccions generals espanyoles de 1931 i 1936 com a galleguista independent. El 1936 fou nomenat secretari de govern del Tribunal Suprem de la República, però quan esclatà la guerra civil espanyola fou separat del servei.